# Lady Hamilton
Lady Hamilton (titlul original: în engleză That Hamilton Woman) este un film istoric britanic, produs de Alexander Korda în anul 1941. Filmul prezintă viața metresei Emma Hamilton (1765–1815).

## Acțiune
Acțiunea filmului are în Anglia pe la începutul secolulului XIX. O cerșetoare este arestată deoarece a încercat să fure o sticlă cu vin. Ea va povesti în închisoare unei alte deținute, povestea vieții ei. Pentru a se căsători cu Charles, amantul ei, Emma pleacă din Londra la Neapole. Aici ea va locui în casa ambasadorului britanic Sir William Hamilton, unchiul lui Charles. Sir William îi explică Emmei, că din cauza trecutului ei ca dansatoare nu se poate căsători cu nepotul său Charles. În același timp Sir William îi propune Emmei să devină soția lui. Necăjită Emma acceptă în cele din urmă să se căsătorească cu Sir William Hamilton. Într-o bună zi sosește la ammasadă amiralul Nelson, care aduce vestea că Napoleon împreună cu Spania au declarat război Angliei. Emma care-l fascinează pe Nelson, îi înlesnește amiralului englez o audiență la regele Neapolului. La câțiva ani după Bătălia navală de la Abukir, Nelson se reîntoarce sărbătorit ca erou la Neapole, unde începe o legătură amoroasă cu Emma, care-i devine metresă. Nelson moare în bătălia de la Trafalgar, iar Emma ajunge să fie o femeie distrusă, părăsită și condamnată de societatea contemporană.

## Distribuție
- Vivien Leigh – Lady Emma Hamilton
- Laurence Olivier – Horatio Nelson
- Alan Mowbray – Sir William Hamilton
- Sara Allgood – George Conway
- Gladys Cooper – Lady Nelson
- Henry Wilcoxon – Captain Hardy
- Halliwell Hobbs – Pater Nelson
- Gilbert Emery – Lord Spencer
- Miles Mander – Lord Keitz
- Luis Alberni – regele Neapolului
- Norma Boleslavsky – regina Neapolului

## Galerie

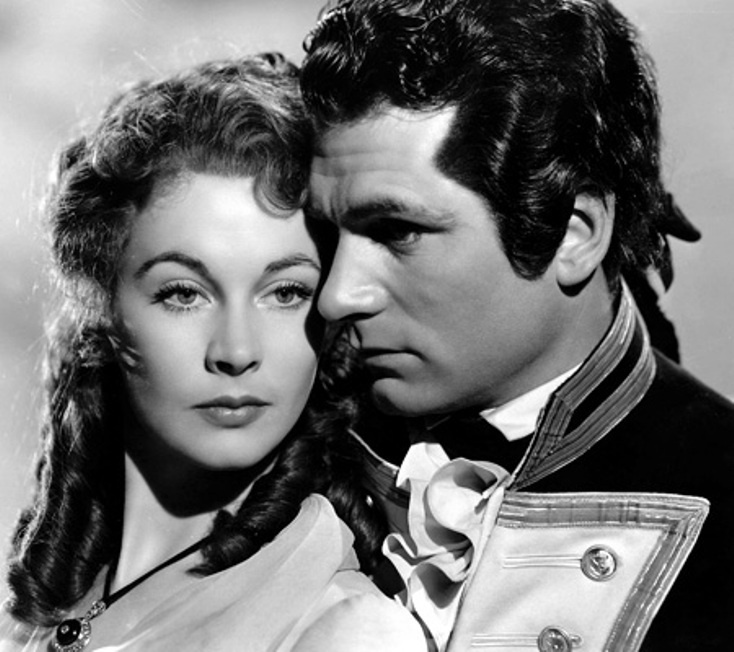
Vivien Leigh și Laurence Olivier, scenă din film
Afișul englezesc al filmului